# Periam
Periam là một xã thuộc hạt Timiș, România. Dân số thời điểm năm 2002 là 6633 người.